# Ferenc Vincze
Ferenc Vincze (ung. Vincze Ferenc), född 1979 i Rumänien, är en ungersk författare.
Ferenc Vincze föddes i Transsylvanien och tillhörde Rumäniens stora ungerska minoritet. När han var tio år gammal tvangs familjen fly till Ungern. Vincze har publicerat både fiktion och litteraturkritik/-biografier. 2007 kom hans berättelse A macska szeme ('Kattens öga') och två år senare romanen Hagyományok terhe ('Traditionens börda'). 2011 publicerades Az átmen(t)et(t), en bok om den ungerske 1900-talspoeten Jenő Dsida.